# Design (film)
Cet article concerne un film. Pour la création d’un projet, voir Design.
Pour plus de détails, voir Fiche technique et Distribution.
Design est un film américain réalisé par Davidson Cole, sorti en 2002.

## Fiche technique
- Titre original : Design
- Réalisation : Davidson Cole
- Scénario : Davidson Cole
- Décors : Tricia O'Connell, Rebekah Wiest
- Costumes : Imma Curl, Ligia Popescu
- Photographie : Peter Biagi
- Montage : Neal Gold
- Musique : Leif Olsen
- Production : John Digles
  - Production déléguée : Charles D. Cole Jr.
  - Production associée : Jamie Biehl, Adam Graham, Ligia Popescu
  - Coproduction : Neal Gold, Bruce Rosenzweig
- Société(s) de production : Traveller Jones Production
- Pays d'origine : États-Unis
- Année : 2002
- Langue originale : anglais
- Format : couleur – 16 mm – 1,85:1
- Genre :
- Durée : 112 minutes
- Dates de sortie : 
  -  États-Unis : 10 janvier 2002 (Sundance Film Festival)

## Distribution
- Kipleigh Brown : Heather
- Stephen Cinabro : Jersey Joe
- Jennifer Morrison : Sonya Mallow
- Davidson Cole : Seamus
- John Digles : Dino
- Liz Fletcher : Bridgette
- Daniel J. Travanti : Peter Mallow
- Alicia Hyde : Tiffany
- Tony LaPalio : Matt
- Brian McCaskill : Sven
- Taylor Miller : Catherine Mallow
- Elisabeth Oas : Staci
- Julia Sobaski : Sara
- Lusia Strus : Delilah

## Distinction

### Récompense
- Atlanta Film Festival 2002 :
  - Jury Citation	 For artistic merit in narrative Davidson Cole